# Проституция в Гаити
Проституция на Гаити является незаконной, но остаётся широко распространенной проблемой для страны, преимущественно в форме уличной проституции (особенно в районе Петион-Вилль в Порт-о-Пренсе), также она распространена в барах, отелях и публичных домах. По оценкам ЮНЭЙДС, в стране насчитывается 70 000 проституток. Правоохранительные органы, как правило, слабы.
В 1970-х годах страна была одним из наиболее популярных направлений секс-туризма для взрослых, в том числе геев. Он сократился из-за опасений по поводу ВИЧ, но вернулся, включая детский секс-туризм.
Республика Гаити страдает от крайней нищеты, большая часть населения живёт менее чем на доллар в день. Люди, у которых нет других ресурсов, часто вовлекаются в проституцию.
После землетрясения 2010 года многие проститутки из Доминиканской Республики пересекли границу в поисках клиентов среди сотрудников гуманитарных организаций и ООН. Услуги доминиканских женщин стоят дороже из-за их более светлой кожи.

## Обвинения сотрудников ООН и Оксфам в сексуальных домогательствах

### Миссия ООН по поддержанию мира
Несколько сотен шри-ланкийских военнослужащих, входивших в состав миссии ООН, были изгнаны из страны в 2007 году. Они участвовали в торговле гаитянскими девушками в Шри-Ланку, а также в местной детской проституции.
В 2010 году сообщалось, что доминиканских женщин, ставших жертвами торговли людьми, находили в публичных домах, которые якобы посещали сотрудники ООН.
В 2015 году ООН сообщила, что в период с 2008 по 2014 год члены её миротворческой миссии подвергли сексуальному насилию более 225 гаитянок в обмен на еду, лекарства и другие предметы.
ООН проводит политику абсолютной нетерпимости по отношению к своему персоналу, посещающему местную секс-торговлю, но это практически неосуществимо.

### Oxfam
В феврале 2018 года расследование в газете The Times обнаружило, что Oxfam позволил трём своим сотрудникам уйти в отставку и уволил за грубое нарушение правил поведения ещё четырёх после расследования по поводу сексуальной эксплуатации, скачивания порнографии, издевательства и запугивания. Конфиденциальный отчет, подготовленный Oxfam в 2011 году, показал, что среди некоторых сотрудников на Гаити существовала «культура безнаказанности», и были сделаны выводы, что «нельзя исключать, что какая-либо из проституток была несовершеннолетней». Среди сотрудников, которым было разрешено уйти в отставку, был директор благотворительной организации в Бельгии Роланд Ван Хауэрмайрен. Согласно внутреннему отчету, Ван Хауэрмайрен признался, что использовал проституток на вилле, аренду которой Oxfam оплачивала из благотворительных фондов. В то время исполнительный директор Oxfam, дама Барбара Стокинг, предложила Хауэрмейрену «поэтапный и достойный уход» из-за опасений, что его увольнение чревато «потенциально серьёзными последствиями» для работы и репутации благотворительной организации.
Oxfam не сообщала властям Гаити ни об одном из инцидентов на том основании, что «крайне маловероятно, что будут приняты какие-либо меры». Хотя Oxfam раскрыл подробности инцидента Комиссии по благотворительности, после расследования, проведенного The Times, Комиссия показала, что она так и не получила окончательного отчета о расследовании, а Oxfam «не детализировала точные обвинения и не сделала никаких указаний на потенциальные сексуальные преступления с участием несовершеннолетних». В свете информации, опубликованной The Times, представитель Комиссии прокомментировал: «Мы будем ожидать, что благотворительная организация даст нам уверенность в том, что она извлекла уроки из прошлых инцидентов».
В ответ на эти разоблачения Лиз Трасс, главный секретарь министерства финансов, охарактеризовала отчеты как «шокирующие, вызывающие тошноту и удручающие». После публикации отчета Times Оксфам опубликовал заявление, в котором утверждалось, что «Оксфам чрезвычайно серьёзно относится к любым обвинениям в неправомерном поведении. Как только нам стало известно о ряде обвинений, в том числе о сексуальных проступках, в Гаити в 2011 году мы начали внутреннее расследование. О расследовании было объявлено публично, и сотрудники были временно отстранены до его завершения». В заявлении также добавлено, что утверждения «о том, что в этом могли быть замешаны несовершеннолетние девочки, не были доказаны». Выступая на шоу Эндрю Марра на Би-би-си, секретарь по международному развитию Пенни Мордаунт заявила, что Oxfam не справился с «моральным лидерством». По поводу скандала, Мордаунт также сказала, что Oxfam поступил «абсолютно неправильно», не сообщив правительству подробности обвинений.

## ВИЧ
На Гаити уровень заболеваемости ВИЧ/СПИДом составлял около 1,8 процента по состоянию на 2013 год и является самым высоким в Карибском регионе. В 1997 году там начали собирать свидетельства о смерти в больницах, и анализ причин смерти показал, что СПИД был главной из них, но по состоянию на 2010 год смертность от него сократилась до 1 %, поскольку проблемы, связанные со стихийными бедствиями, были основной причиной — 66 процентов.

## Секс-торговля
По данным Государственного департамента США, Республика Гаити является страной происхождения, транзита и назначения торговли людьми. Женщин и детей, особенно из Венесуэлы и Доминиканской республики, вывозят в страну для принуждения к проституции.
Наказание для осужденных за торговлю людьми — тюремное заключение от 7 до 15 лет плюс крупные штрафы. При наличии отягчающих обстоятельств, таких как торговля несовершеннолетними, приговор может быть чередован с пожизненным заключением. Аналогичные приговоры могут быть вынесены тем, кто получает или пытается получить сексуальные услуги от жертвы торговли людьми.
Управление Государственного департамента США по мониторингу и борьбе с торговлей людьми причисляет Гаити к «контрольному списку уровня 2».